# Lista de personagens coadjuvantes de Law & Order: Special Victims Unit
Law & Order: Special Victims Unit, é um spin-off do drama policial Law & Order, que mostra o cotidiano dos detetives que trabalham na "Unidade de Vítimas Especiais" (SVU) do 16º Distrito do Departamento de Polícia de Nova York, uma unidade que se concentra em crimes envolvendo estupro, agressão sexual e abuso sexual infantil, bem como qualquer crime vagamente relacionado a qualquer um dos três, como violência doméstica, sequestro e abandono de criança. Desde sua estreia em setembro de 1999, a série acompanhou a carreira de Olivia Benson, à medida que ela progredia do posto de Detetive, trabalhando com um parceiro (inicialmente Elliot Stabler, e posteriormente Nick Amaro), posteriormente para Tenente, substituindo Donald Cragen como oficial comandante da SVU e, em seguida, para o posto de capitã. A unidade também conta com um procurador designado pelo Ministério Público e interage frequentemente com médicos legistas e psiquiatras. 
A seguir estão listados os personagens coadjuvantes do seriado Law & Order: Special Victims Unit.

## Brian Cassidy
- Interpretado por Dean Winters

- Episódios: "Payback" - "Disrobed", "Rhodium Nights" - "Above Suspicion", "Undercover Blue", "Her Negotiation" - "Downloaded Child", "Gone Fishin" – "Chasing Demons"

Brian Cassidy foi um detetive da SVU durante a primeira temporada da série. O membro mais jovem e menos experiente da delegacia, ele tinha um desejo genuíno de colocar estupradores e molestadores de crianças na prisão, mas não tinha o distanciamento profissional necessário para lidar com os crimes sexuais muitas vezes terríveis. Muitas vezes ele tem dificuldade em esconder sua raiva e repulsa em relação aos casos que investiga, e isso criou atrito entre ele e seus colegas, piorado quando eles zombam de sua relativa falta de sofisticação. Um detetive de polícia genuinamente talentoso e determinado, ele faz um grande esforço para aprender com os outros membros da delegacia, especialmente Munch, a quem ele considera uma espécie de irmão mais velho / mentor. Ele tem um breve caso com Olivia Benson e tem problemas para lidar com ela depois que o relacionamento termina. Cassidy foi expulso do programa no meio da primeira temporada. Cragen o envia para entrevistar uma jovem que foi repetidamente estuprada e brutalizada, fazendo Cassidy perceber que ele não pode lidar emocionalmente com os tipos de crimes que um detetive da SVU deve lidar diariamente. Cragen então se oferece para ajudar Cassidy com uma transferência para outro departamento, narcóticos.
Depois de uma ausência de doze anos do show, Cassidy voltou no final da temporada 13, "Rhodium Nights". 

## Dani Beck
- Interpretada por Connie Nielsen

- Episódios: "Clock" - "Cage"

A detetive Danielle "Dani" Beck é a substituta temporária da detetive Olivia Benson na 8ª temporada, enquanto Benson está em uma missão secreta (Mariska Hargitay estava em licença maternidade). Dani tinha um marido, um policial chamado Mike Dooley, que foi baleado e morto em serviço. Ela e Stabler tiveram um começo difícil, mas acabaram formando uma parceria sólida. Uma virada em seu relacionamento ocorre quando eles compartilham um beijo apaixonado após celebrar o fim de um caso em um bar. Durante um caso envolvendo abuso infantil, Beck tenta criar uma garota adotada traumatizada, que tenta incendiar seu apartamento e matar os dois. Abalado, Beck diz a Stabler que ela não aguentaria mais trabalhar na Unidade de Vítimas Especiais, a menos que ele pedisse para ela ficar. Stabler relutantemente diz que não pode tomar essa decisão por ela, então ela decide que seria melhor retornar ao seu antigo posto no esquadrão de Warrants. Hargitay voltou ao papel de Benson no episódio seguinte.

## Dean Porter
- Interpretado por Vincent Spano.
- Episódios: "Infiltrated", "Florida", "Screwed", "Savant" e "Spooked"

O agente do FBI Dean Porter trabalhou com a detetive Benson como seu treinador durante sua passagem secreta em um grupo de eco-terroristas do Oregon durante a 8ª temporada.
Porter retorna mais tarde no episódio da 8ª temporada "Florida", depois que Benson dá dinheiro a Simon Marsden (Michael Weston), que ela descobriu ser seu meio-irmão. Marsden estava sendo olhado pela polícia de River Park, em Nova Jersey, por suspeita de estupro. Porter queria prender Benson por ajudar Marsden, então ele lhe ofereceu um acordo, sem pena de prisão se ela ajudasse Porter a pegá-lo. Marsden foge depois de um encontro com Olivia quando sente que algo está errado e Porter deixa Olivia ir, pois não tinha nenhuma evidência direta de que ela estava ajudando Simon. Depois que eles finalmente encontram Marsden segurando o Capitão da Polícia de River Park como refém, é descoberto que o Capitão está armando para Marsden, e Porter decide retirar as acusações que o FBI tinha contra Marsden.
Porter retorna alguns episódios depois no episódio "Screwed", quando o esquadrão SVU está pegando fogo devido ao enteado de Fin, Darius, que está sendo julgado por assassinato. Porter está tentando não ser intimado pela defesa para evitar ter que denunciar a detetive Benson. No final do episódio, como tudo está se desenrolando para o esquadrão SVU, Benson convence Porter a contar ao IAB sobre seu envolvimento com ela e seu irmão. 
Porter retorna no episódio "Savant" da 9ª temporada, quando SVU está trabalhando em um caso em que uma garota com síndrome de Williams ouviu sua mãe sendo espancada e estuprada. Seu pai, Ben Nicholson (Aidan Quinn), está sendo vigiado pelo FBI por extorsão e outros crimes federais, e Porter está chateado com a SVU por interferir no caso do FBI contra Nicholson. 
Porter voltou na 11ª temporada de "Spooked" para trabalhar em um caso com a SVU onde duas pessoas foram mortas. Benson e Stabler acreditavam que o caso era um negócio de drogas que deu errado com o envolvimento de um cartel de drogas mexicano. É revelado que Porter sabia quem era o assassino o tempo todo, já que a colega de quarto da vítima, Terri Baines (Paola Mendoza) estava trabalhando com o FBI como agente secreto. Porter tentou várias vezes assumir a investigação, chegando ao ponto de ter os telefones da Unidade de Vítimas Especiais grampeados para acompanhar o caso. Ele não foi mais visto desde então.

## Elizabeth Donnelly
- Interpretada por Judith Light
- Episódios: "Guilt" – "Cold", "Persona", "Zebras", "Behave"

Elizabeth Donnelly foi assistente chefe da procuradoria distrital da SVU entre a 3º e 6ª temporada. No escritório do procurador distrital, ela atua como supervisora da ADA Cabot e de seu sucessor Casey Novak. Donnelly é promovida a juíza na 7ª temporada. No episódio "Persona" da 10ª temporada, Donnelly tira uma licença de seu papel como juíza e reassume seu papel anterior como ADA Executiva para processar um caso arquivado no qual ela estava envolvida em 1974 , quando uma mulher agredida (Brenda Blethyn) assassinou seu marido. Ela admite a Benson que foi de certa forma responsável pela fuga da mulher da custódia e, portanto, assumiu o caso devido a "negócios inacabados". Seu papel na fuga leva a percalços no sistema judiciário. Este episódio chama a atenção para a dificuldade que Donnelly experimenta como mulher que trabalha no sistema judiciário. Mas a revelação de que a fugitiva estava grávida na época do crime leva Donnelly ao que, para ela, é um ato de clemência. Ela deixa o escritório, mais uma vez, e retorna ao papel de juíza.
Da 7ª à 12ª temporada, os procuradores da SVU trabalham sem um Chefe distrital supervisionando seu trabalho e são observados mais de perto pelo promotor público. Na 13ª temporada, o procurador-chefe Michael Cutter (Linus Roache) é transferido do departamento de homicídios para assumir o antigo papel de Donnelly como supervisor. 

## Elizabeth Rodgers
• Interpretada por Leslie Hendrix
• Episódios: "Payback" – "Misleader"
Dra. Elizabeth Rodgers foi uma personagem recorrente na franquia Law & Order. Ela foi a perita médica da SVU durante a primeira temporada e, desde então, foi substituída pela Dra. Melinda Warner. Ela também teve um papel recorrente em Law & Order e Law & Order: Criminal Intent e apareceu em um episódio de Law & Order: Trial by Jury and Exiled: A Law & Order Movie. 

## Emil Skoda
- Interpretado por J. K. Simmons
- Episódios: "Denial" - "Rubber Room" (L&O), "The Third Guy" - "Folly" (SVU) e "Crazy" (CI)

Emil Skoda é um psiquiatra que trabalha no Departamento de Polícia de Nova York. Além de seu consultório particular, ele frequentemente testemunha para a acusação como uma testemunha técnica sobre se um réu tem legalmente sanidade para ser julgado. Ele também traça o perfil dos suspeitos e oferece conselhos aos promotores sobre o estado mental das testemunhas e dos suspeitos. Ao contrário de seu antecessor, Dr. Elizabeth Olivet, pouco foi revelado sobre a vida pessoal de Skoda.
Uma exceção ocorre no episódio "Burned", em que compara um suspeito adolescente ao próprio filho e admite que gosta de andar de patins e passar tempo com o seu Nintendo.
Skoda também é muito mais cético do que Olivet em relação aos réus alegando insanidade e mais rápido em acreditar que eles estavam fingindo para evitar a prisão. Em mais de um episódio, Skoda e Olivet são contratados para avaliar um suspeito e discutir o diagnóstico apropriado. Os dois médicos têm formações radicalmente diferentes: Olivet é psicóloga clínica com doutorado. Ganhou por meio de estudos de pós-graduação e uma dissertação baseada em pesquisa; enquanto Skoda é médico, doutor em medicina com especialização em psiquiatria. Skoda também tem diferenças filosóficas com o capitão Donald Cragen, com quem ele discutiu diversas vezes sobre os casos.
Como sempre acontece na franquia Law & Order, Simmons apareceu pela primeira vez como um personagem diferente - Jerry Luppin - no episódio "Sanctuary", da 4ª temporada . Simmons também interpretou outro personagem na continuidade de Law & Order - o Coronel Alexander Rausch no episódio "For God and Country" também da quarta temporada.

## Kathy Stabler
- Interpretada por Isabel Gillies
- Episódios: "Payback" – "Delinquent"

Kathy Stabler é a esposa do detetive Elliot Stabler: eles se casaram quando ambos tinham 17 anos. Os dois estão separados por algum tempo entre a temporadas 6 e 8, mas Kathy aparece na sala do esquadrão no fim da temporada e diz a ele que ela precisa que ele volte para casa porque ela está grávida. No episódio da 9ª temporada "Paternity", Kathy e a Detetive Benson estão envolvidos em um acidente de carro. Kathy está imobilizada e inconsciente quando Benson acorda e pede ajuda. Benson tem a tarefa de ajudar o socorrista a estabilizá-la, pois eles não podem entrar no carro. Kathy é retirada do carro pelos bombeiros e colocada na ambulância, onde entra em trabalho de parto e dá à luz um menino antes de ficar inconsciente novamente. Elliot, que estava no interior prendendo um criminoso, chega ao hospital e abraça Kathy e seu novo filho, Elliot Jr.

## Rebecca Hendrix
- Interpretada por Mary Stuart Masterson

- Episódios: "Weak", "Contagious", "Identity", "Ripped", "Philadelphia"

A Dra. Rebecca Hendrix é uma ex-policial que estava na academia de polícia com a Detetive Benson. Ela deixou a polícia para se tornar psiquiatra. Ela inicialmente aparece em três episódios na sexta temporada da série, para substituir BD Wong enquanto ele estava atuando em Pacific Overtures da Broadway. Dentro da série, é dito que o personagem de Wong, George Huang, está em uma missão especial com o FBI em Washington. Neal Baer afirmou que o personagem também deu a ele a oportunidade de introduzir um conflito entre Benson e Stabler e disse "Stabler nem sempre foi muito favorável à psiquiatria, mas ele se entusiasma com esse personagem—que foi policial e psiquiatra".
Masterson reaparece com o personagem no episódio da sétima temporada, "Ripped", onde ajuda o Detetive Stabler a chegar a um acordo com questões não resolvidas no que Baer chamou de "uma cena emocionalmente devastadora". Ela faz uma aparição final na oitava temporada, episódio "Filadélfia". 

## Sonya Paxton
- Interpretada por Christine Lahti.
- Episódios: "Unstable" – "Hammered", "Turmoil", "Gray", "Pursuit"

Sony Paxton foi a promotora assistente responsável pela Unidade de Vítimas Especiais que substituiu temporariamente Alex Cabot na 11ª temporada. Paxton foi designada a UVE por Jack McCoy para tentar melhorar o saldo de acusações vencidas. Ela várias vezes confronta Elliot Stabler devido a sua maneira de lidar com os casos.

## Outros personagens coadjuvantes

### Advogados de defesa
| Nome            | Interpretado por    | Anos          |
| --------------- | ------------------- | ------------- |
| Roger Kressler  | Ned Eisenberg       | 1999-2008     |
| Donna Emmett    | Viola Davis         | 2004-presente |
| Cleo Conrad     | Jill Marie Lawrence | 2001-2008     |
| Carolyn Maddox  | CCH Pounder         | 2001-presente |
| Trevor Langan   | Peter Hermann       | 2002-presente |
| Lionel Granger  | David Thornton      | 2003-presente |
| Dave Seaver     | Michael Boatman     | 2003-2006     |
| Rebecca Balthus | Beverly D'Angelo    | 2003-2008     |
| Chauncey Zierko | Peter Riegert       | 2004-presente |
| Sophie Devere   | Annie Potts         | 2005-presente |
| Miranda Pond    | Alex Kingston       | 2008-presente |
| Patrice Larue   | Jeri Ryan           | 2009-presente |

### Família Stabler
| Nome                     | Interpretado por           | Anos           |
| ------------------------ | -------------------------- | -------------- |
| Kathy Stabler            | Isabel Gillies             | 1999-2011      |
| Maureen Stabler          | Erin Broderick             | 1999-2011      |
| Kathleen Stabler         | Holiday Segal/Allison Siko | 1999/2002-2011 |
| Richard "Dickie" Stabler | Jeffrey Scaperrotta        | 1999-2011      |
| Elizabeth Stabler        | Patricia Cook              | 1999-2011      |

### Juízes
| Nome               | Interpretado por  | Anos                                                               |
| ------------------ | ----------------- | ------------------------------------------------------------------ |
| Mark Seligman      | Tom O'Rourke      | 1999-2006                                                          |
| Alan Ridenour      | Harvey Atkin      | 2000-2008                                                          |
| Lena Petrovsky     | Joanna Merlin     | 2000-presente                                                      |
| Elizabeth Donnelly | Judith Light      | 2002-presente                                                      |
| Arthur Cohen       | David Lipman      | 2002-presente                                                      |
| Barry Moredock     | John Cullum       | 2003-presente (2003-2008: advogado de defesa; 2008-presente: juiz) |
| Danielle Larsen    | Sheila Tousey     | 2003-2004                                                          |
| Lois Preston       | Audrie J. Neenan  | 2003-presente                                                      |
| Walter Bradley     | Peter McRobbie    | 2003-presente                                                      |
| Karen Taten        | Patricia Kalember | 2004-presente                                                      |

### Polícia científica e técnica
| Nome              | Interpretado por  | Anos          |
| ----------------- | ----------------- | ------------- |
| Cap. Judith Siper | Caren Browning    | 1999-presente |
| Georgie           | Welly Yang        | 1999-2003     |
| Harry Martin      | Lou Carbonneau    | 2000-2002     |
| Burt Trevor       | Daniel Sunjata    | 2000-2004     |
| David Layton      | Jordan Gelber     | 2001-2003     |
| Ruben Morales     | Joel de la Fuente | 2002-presente |
| Ryan O'Halloran   | Mike Doyle        | 2003-2009     |
| Dale Stuckey      | Noel Fisher       | 2009          |

### Policiais
| Nome                        | Interpretado por | Anos          |
| --------------------------- | ---------------- | ------------- |
| Chefe dos Detetives Muldrew | John Schuck      | 2004-presente |
| Oficial Robbins             | William H. Burns | 2004-2006     |